# Сага про Гервер
Сага про Гервер і Гайдрека (дв.-ісл. Hervarar saga ok Heiðreks) — древньоісландська саґа про стародавні часи, складена у XIII столітті шляхом обробки набагато більш давнього матеріалу. Саґа цінна своїми відомостями з історії готів, починаючи з IV століття н. е. Остання частина саґи розповідає про історію середньовічної Швеції та шведської королівської династії.
Найдавніший з трьох зводів, записаний на пергаменті початку XIV століття, входить до складу зводу «Гауксбук». Він зберігається в Королівській бібліотеці Данії. Саґа складається з двох частин. У першій частині «Ворожба Гервер» розповідається про те, як діва-воїтелька Гервер, дочка Анґантира отримала на могилі батька «чудовий меч Тюрфінґ», викуваний гномами для конунга Гардарікі на ймення Сірґламі. У другій частині з використанням найдавніших шарів еддичної традиції розповідається про битву гунів з готами в Придніпров'ї. Далі розповідається про сина Гервер, Гейдрека, який правив у Рейдґоталанді. Саґа закінчується перерахуванням напів-легендарних шведських королів, нащадків Гейдрека, аж до шведського короля Філіпа I (пом. 1118).

## Зміст
У конунга Гардарикі Сірґламі був чудовий меч Тюрфінґ і красуня дочка Ейвура. Обидва дісталися Арнґріму з больма (Смоланд). У Ейвури і Арнгріма народилося 12 синів-берсерків. Один із синів (Х'єрварда) задумав одружитися з донькою впливового шведського конунга Інг'яльда, що призвело до поєдинку c суперником Х'яльмаром на острові Самсе, де багато хто загинув. Однак у старшого з синів встигла народитися дочка Гервер (Hervör), яка виросла розбійницею. Відвідавши могилу батька на острові Самсе, вона видобула фамільний меч Тюрфінґ. У Гервер від Хевунда (Höfundr) було двоє синів Ангантюр (Angantýr) і Гейдрек (Heiðrekr).
Гейдрек ріс поганим сином і раз на бенкеті свого батька він побився і вбив свого кривдника. За законом свого часу, щоб уникнути помсти він повинен був утікати. Мати дала йому на пам'ять меч Тюрфінґ. Гейдрек осів у Рейдготаланді (Reiðgotaland), де зробив успішну кар'єру при дворі місцевого короля Гаральда. Одного разу, під час голоду, віщуни повідомили про необхідність людської жертви. Гейдрек погодився пожертвувати сином, але після цього здійснив переворот і вбив свого тестя Гаральда. Дружина Гейдрека з горя повісилася. 
Гейдрек організував похід проти гунів (Гунналанд, Húnaland) і саксів (Saxland). Сіфека, донька короля гунів Ґумла, народила йому сина Ґлода (Hlöðr). Але Гейдрек одружився з саксонською принцесою, після зради якої він повернувся з сином в свої краї. Потім Гейдрек опинився в Гардариці, де за дивних обставин на полюванні вбив сина місцевого конунга. Той, однак, віддав йому в дружини свою дочку Гервер (II).
Згодом Гейдреку з'явивляється бог Одін і задає йому загадки, наприкінці вони сваряться, і бог насилає на Гейдрека прокляття. Справді, високородні бранці перебили варту і зарубали самого Гейдрека, викравши меч Тюрфінґ. Місце смерті Гейдрека позначається як гори Харваді (Harvaða fjöllum), які іноді інтерпретують як Карпати. Син Гейдрека Ангантюр довго шукав вбивць свого батька і впізнав їх у рибалок по мечу Тюрфінґу. Бенкет з нагоди успішної помсти Ангантир король ґотів справляє в Архаймарі, на берегах Дніпра.
Але радість Ангантира була недовгою, до свого брата з великою ордою гунів прибуває Ґлед і вимагає половину спадщини Гейдрека. Ангантир погоджується віддати третину королівства ґотів, але Гізур, наставник Ангантира, заперечує цій ідеї. 
Тож переговори провалилися, і між готами і гунами почалася війна в околицях лісу Мюрквід — між землями готів і гунів. Гуни зібрали величезне військо — 33 тисячі бійців і напали на готську фортецю, яку обороняла Гервер (III) — сестра Ангантюра. Фортеця впала і гонець Ормар (Ormarr) цілу добу добирався верхи до Архаймару, щоб повідомити сумну звістку. У готів військо було вдвічі менше і нова битва відбулася на Дунхейді (Dúnheiði, Дунаї). Цього разу готи перемогли, а їхній ватажок Глед поліг на полі бою. 
Історичним аналогом цієї битви була Битва при Недао (також на Дунаї, також між готами і гунами, також перемога була на боці готів). Ангантюр продовжує правління в Рейдготаланді.
Ангантюру успадковував син Гейдрек Вовча Шкура (Heiðrekr úlfhamr), у того була дочка Хільд (Hildr) — мати Гальвдана Сміливого (Hálfdanar snjalla), а у Гальвдана був син Івар Широкі Обійми. Івар підпорядкував багато країн Північної Європи від Англії до Гардарикі. У Івара було двоє онуків (через дочку Альвхільд) Гаральд Боезуб і Рандвер (Randvér), що став данським королем. Рандверу успадковував син Сіґурд Перстень (Sigurðr hringr), тоді як Харальд Боезуб поліг у міжусобній війні в Йоталанді. Данську корону успадковував син Сігурда Рагнар, а шведську — син Харальда Ейстейн (Eysteinn). В черговий усобиці переміг клан Рагнара. Його сини отримали наступні країни: Бйорн Залізнобокий — Швецію, Сігурд — Данію, Хвітсерк (Hvítserkr) — Східну країну (Austrríki), Івар Безкосний — Англію. Праправнук Бйорна шведський король Ерік Емундсен був сучасником норвезького короля Гаральда Прекрасноволосого. Сином цього Ейріка був Бйорн Еріксон, а онуком — Ейрік Переможець. Після Ейріка королем став Улоф — його син від слов'янки Сігрід. При Улофф відбулося хрещення Швеції (X століття). Після смерті Улофа спочатку шведську корону наслідували один його син Анунд Якоб (XI ст.), а потім інший — Емунд Старий. Після Емунда королем Швеції був обраний Стенкіль. Через деякий час королем Швеції став син Стенкіля Інге I Старший. Останнім шведським королем згаданим у Сазі є племінник Філіп Гальстенсон (XII ст.).